# Ezrat Tora

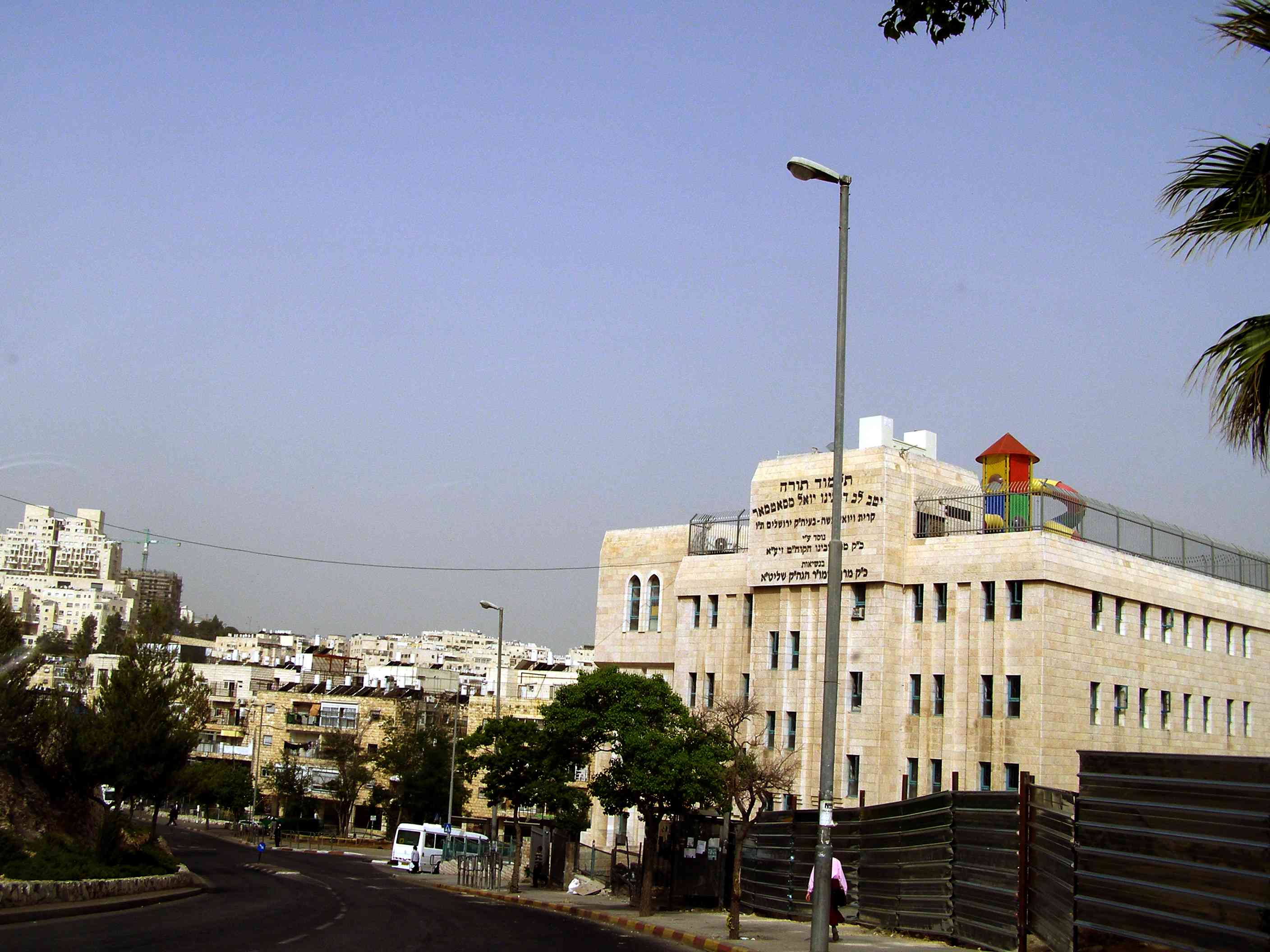
Zástavba v Ezrat Tora

Ezrat Tora (hebrejsky: עזרת תורה, v jidiš Ezras Tora) je městská čtvrť v severozápadní části Jeruzaléma v Izraeli.

## Geografie
Leží v nadmořské výšce cca 750 metrů, cca 2,5 kilometru severozápadně od Starého Města. Na jihu s ní sousedí čtvrť Šikun Chabad a Tel Arza, na východě Sanhedrija, na západě Kirjat Sanz. Nachází se na okraji vyvýšené planiny, která dál k severu spadá prudce do údolí potoka Sorek, respektive jeho přítoků Nachal Chajil a Nachal Cofim, v jejichž údolí leží průmyslová zóna a technologický park Har Chocvim. Tímto údolím prochází, podél okraje Ezrat Tora, lokální silnice číslo 436 (Sderot Golda Me'ir). Populace čtvrti je židovská.

## Dějiny
Vznikla zhruba v roce 1970 pro ultraortodoxní Židy. Jméno odkazuje na židovskou ultraortodoxní organizaci Ezras Torah Fund.